# Азійська автомагістраль AH8
Азійська автомагістраль 8 (AH8) — дорога в мережі Азійських автомобільних доріг протяжністю 4907 км від Торф'янівки, Росія, до Бандар-е-Шахпура, Іран. Маршрут наступний:

## Росія
- A 181: (Фінляндія Vt 7) - Торф'янівка - Виборг - Санкт-Петербург
- M 10 (або  M 11): Санкт-Петербург - Москва
- M 4: Москва - Кашира
- R 22: Кашира - Тамбов - Волгоград - Астрахань
- R 215: Астрахань - Кочубей - Кизляр - Бабаюрт
- R 217: Бабаюрт - Хасав'юрт - Махачкала - кордон з Азербайджаном

## Азербайджан
- Автомагістраль М1 : Самур - Сумгаїт - Баку
- Бакинське кільце : Баку
- Шосе М3 : Баку - Алят - Білясувар - Астара

## Іран
- Шосе 49:  Астара -  Решт
- Автомагістраль 1: Решт - Казвін
- Автомагістраль 2: Казвін - Тегеран
- Автомагістраль 5: Тегеран -  Саве - Салафчеган
- Шосе 56: Салафчеган - Ерак - Боруджерд
- Шосе 37: Боруджерд - Хорремабад
- Автомагістраль 5: Хорремабад - Андімешк
- Шосе 37: Андімешк - Ахваз
- Автомагістраль 5: Ахваз - Бендер-Імам-Хомейні
- (Ділянки будуються:  Автомагістраль 5: Тегеран -  Саве - Салафчеган - Ерак - Боруджерд - Хорремабад - Андімешк - Ахваз - Бендер-Імам-Хомейні)